# Горња Ковачица
Горња Ковачица је насељено место у саставу општине Велики Грђевац у Бјеловарско-билогорској жупанији, Република Хрватска.

## Историја
До територијалне реорганизације у Хрватској налазила се у саставу старе општине Грубишно Поље.

## Становништво
На попису становништва 2011. године, Горња Ковачица је имала 290 становника.

## Попис1991.
На попису становништва 1991. године, насељено место Горња Ковачица је имало 350 становника, следећег националног састава:
| Попис 1991.‍  | Попис 1991.‍  | Попис 1991.‍ | Попис 1991.‍ | Попис 1991.‍ |
| ------------ | ------------ | ----------- | ----------- | ----------- |
|              |              |             |             |             |
| Срби         | Срби         |             | 207         | 59,14%      |
| Хрвати       | Хрвати       |             | 91          | 26,00%      |
| Југословени  | Југословени  |             | 23          | 6,57%       |
| Мађари       | Мађари       |             | 10          | 2,85%       |
| Албанци      | Албанци      |             | 5           | 1,42%       |
| Чеси         | Чеси         |             | 3           | 0,85%       |
| Италијани    | Италијани    |             | 1           | 0,28%       |
| Црногорци    | Црногорци    |             | 1           | 0,28%       |
| неопредељени | неопредељени |             | 4           | 1,14%       |
| регион. опр. | регион. опр. |             | 3           | 0,85%       |
| непознато    | непознато    |             | 2           | 0,57%       |
| укупно: 350  |              |             |             |             |